# 舒卜拉希特戰役
舒卜拉希特戰役（法語：Bataille de Chebreiss）發生於1798年7月13日，是拿破崙在埃及的第一場重大战役。在向开罗进军时，法軍遇到了一支由马穆鲁克骑兵组成的鄂圖曼帝國軍隊。拿破仑將他的部隊排成步兵方陣，有效地擊退了马穆鲁克骑兵，同時在海上，法國海軍也與鄂圖曼艦隊交戰。最終法軍在雙線都取得了勝利。

## 後果
隨著鄂圖曼軍隊的崩潰，法軍繼續朝開羅進軍，並在進軍途中在金字塔戰役贏得了決定性的勝利。

## 註腳
1. ↑  . HistoryNet. July 31, 2006  [9 April 2011]. （原始内容存档于2011-06-11）.
2. ↑  Harold, p. 101.
3. ↑  Bainville 1997，第36頁
4. ↑  Brégeon 1998，第108頁
5. ↑  Paul Strathern - Napoleon in Egypt
6. ↑  Harold, pp. 100–101.